# Arthur Meyer

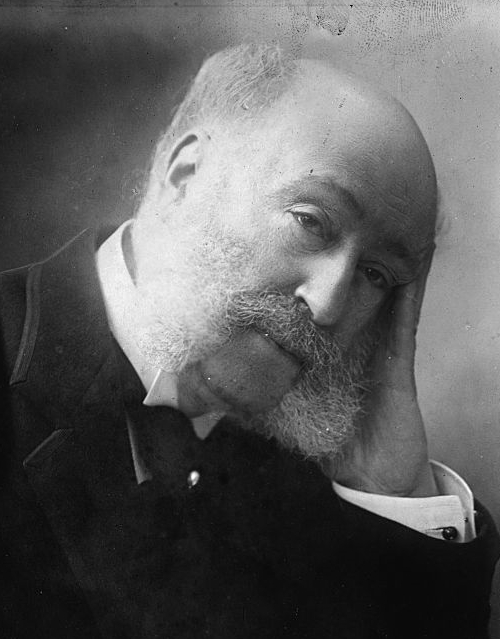
Arthur Meyer.

Arthur Meyer, född den 16 juni 1846 i Le Havre, död den 2 februari 1924 i Paris, var en fransk tidningsman av judisk börd.
Meyer inköpte vid unga år och utgav en kort tid tidskriften "Revue de Paris", blev därefter medarbetare i "Gaulois" och "Paris-journal" samt förvärvade på 1870-talet en stor del av aktierna i "Gaulois", vilken tidning då under hans ledning blev "kejsarprinsens" officiösa organ. 
Meyer lämnade efter prinsens död 1879 "Gaulois", inköpte kort därefter "Paris-journal", "Gaulois" och "Clairon" samt sammanslog dessa tre tidningar till en ny "Gaulois" med monarkistisk färg. Han stödde vid denna en tid boulangismen.
Meyer var under Dreyfusprocessen en av franska generalstabens medhjälpare vid försöken att hindra revision och skydda de militära förfalskarna för efterräkningar. Det finns dock ingen anledning att betvivla att han i det längsta var övertygad om Dreyfus skuld.
Meyer utgav bland annat memoarböckerna Ce que mes yeux ont vu (1911) och Ce que je peux dire (1912).